# Конструювання ознак
Конструюва́ння озна́к (англ. feature engineering) — це процес застосування знань предметної галузі для створення ознак, які забезпечують роботу алгоритмів машинного навчання. Конструювання ознак є фундаментальним для застосування машинного навчання, і є як складним, так і витратним. Потребу в ручному конструюванні ознак можливо усувати автоматизованим навчанням ознак.
Конструювання ознак є неформальним предметом, але вважається істотним у прикладному машинному навчанні.
Підходити до ознак складно, витратно за часом, вимагає експертних знань. «Прикладне машинне навчання» є в основному конструюванням ознак.Оригінальний текст (англ.)
Coming up with features is difficult, time-consuming, requires expert knowledge. "Applied machine learning" is basically feature engineering.— Ендрю Ин, Machine Learning and AI via Brain simulations

## Ознаки
Ознака це атрибут або властивість, що поділяють всі незалежні елементи, аналіз або передбачування яких потрібно здійснювати. Ознакою може бути будь-який атрибут, доки він є корисним для моделі.
Призначенням ознаки, на відміну від того, щоби бути просто атрибутом, є набагато легше розуміння контексту задачі. Ознака є характеристикою, яка може допомогти при розв'язуванні задачі.

## Важливість
Ознаки є важливими для передбачувальних моделей, і впливають на результати.
Ви можете сказати, що чим кращими є ознаки, тим кращим буде результат. Це не зовсім вірно, оскільки отримувані результати також залежать від моделі та даних, а не лише від обраних ознак. Проте обрання правильних ознак все одно є дуже важливим. Кращі ознаки можуть продукувати простіші та гнучкіші моделі, і вони часто дають кращі результати.
Алгоритми, що ми застосовували, є цілком стандартними для кеґлерів… Ми витратили більшість своїх зусиль на розробку ознак… Ми також були дуже обережними у скасуванні ознак, що могли піддати нас ризику перенавчання нашої моделі.Оригінальний текст (англ.)
The algorithms we used are very standard for Kagglers. […]  We spent most of our efforts in feature engineering. [...] We were also very careful to discard features likely to expose us to the risk of over-fitting our model.— Xavier Conort, Q&A with Xavier Conort
… деякі проекти машинного навчання досягають успіху, а деякі зазнають невдачі. В чому різниця? Просто найважливішим чинником є використані ознаки.Оригінальний текст (англ.)
…some machine learning projects succeed and some fail. What makes the difference? Easily the most important factor is the features used.— Pedro Domingos, A Few Useful Things to Know about Machine Learning

## Процес
Процес конструювання ознак:
- Наштурмовування або тестування ознак[7];
- Ухвалення рішення про те, які ознаки створювати;
- Створення ознак;
- Перевірка, як ці ознаки працюють з вашою моделлю;
- Покращення ознак у разі потреби;
- Повернення до мозкового штурму/створення ще ознак, поки роботу не буде зроблено.

## Доречність
Ознака вона може бути сильно доречною (тобто, ця ознака має інформацію, що не існує в жодній іншій ознаці), доречною, слабко доречною (деякою інформацією, що включають інші ознаки), або недоречною. Навіть якщо деякі з ознак і є недоречними, мати забагато краще, ніж упустити важливі. Для запобігання перенавчанню можливо застосовувати обирання ознак.

## Вибух ознак
Поєднанням ознак або шаблонами ознак, обидва з яких ведуть до швидкого зростання загальної кількості ознак, може бути спричинено вибух ознак (англ. feature explosion).
- Шаблони ознак — реалізація шаблонів ознак замість кодування нових ознак
- Поєднання ознак — поєднання, що не може бути представлено лінійною системою

Вибух ознак можливо зупиняти такими методиками як регуляризація, ядровий метод, обирання ознак.

## Автоматизування
Автоматизування конструювання ознак є передовою темою досліджень. 2015 року дослідники з МТІ представили алгоритм глибинного синтезу ознак (англ. Deep Feature Synthesis algorithm) та показали його дієвість в інтерактивних змаганнях з науки про дані, де він побив 615 з 906 людських команд. Глибинний синтез ознак є доступним як відкрита бібліотека, звана Featuretools. За цією працею з'явилися інші дослідження, включно з OneBM IBM та ExploreKit Берклі. Ці дослідники в IBM заявили, що автоматизування конструювання ознак «допомагає науковцям з даних знижувати час на дослідження даних, даючи їм можливість пробувати методом спроб і помилок багато ідей за короткий час. З іншого боку, воно дає можливість неекспертам, що не знайомі з наукою про дані, швидко виділяти цінність з їхніх даних із невеликими зусиллями, часом та витратами». Автоматичне конструювання ознак дозволяє робити теорема вбудовування Бургена.